# Les Pattinson
Leslie Thomas Pattinson (Ormskirk, Lancashire, 18 de abril de 1958) es un músico británico conocido por haber sido uno de los fundadores de la banda de post-punk Echo & the Bunnymen, en donde se desempeñó como bajista.
Pattinson conoció a Will Sergeant en el Eric's Club de Liverpool en 1978. Ambos se acercaron al cantante Ian McCulloch, quien también era asistente habitual al club y que era parte de la banda Crucial Three. Al momento de formar el grupo Pattinson no sabía tocar bajo, por lo que tuvo que aprender del instrumento solo tres días antes del primer concierto.
Participó de la grabación y composición de canciones como «The Cutter», «The Back of Love", «Never Stop", «The Killing Moon» «Seven Seas», «Lips Like Sugar» , «Bring on the Dancing Horses» y «Silver». La formación original de la banda se desarmó con la partida de McCulloch y la muerte del baterista Pete de Freitas en 1989, aunque tanto Sergeant como Pattinson siguieron juntos hasta 1993, cuando el grupo se disolvió. En 1996 Echo & the Bunnymen se reunió, pero el bajista solo permaneció por dos años, saliendo definitivamente en 1998. 
El bajista trabajó en varios proyectos paralelos y posteriores a Echo & the Bunnymen. Participó en la grabación del disco Home de Terry Hall, vocalista de The Specials. Formó parte de la banda The Wild Swans y en 2013 participó de un proyecto llamado Poltergeist junto con Sergeant y Nick Kilroe.

## Discografía
- (1980) Crocodiles
- (1981) Heaven Up Here
- (1983) Porcupine
- (1984) Ocean Rain
- (1987) Echo & the Bunnymen
- (1990) Reverberation
- (1994) Home
- (1997) Evergreen
- (2011) The Coldest Winter for a Hundred Years
- (2013) Your Mind Is A Box (Let Us Fill It With Wonder)